# Rivalités dans le football en Sicile
Le terme de Derby di Sicilia (français : Derby de Sicile) est le surnom donné aux confrontations entre les principaux clubs de football de Sicile, en Italie.
En 2009, la région compte trois équipes qui ont évolué au premier échelon national avec l'US Palerme qui compte 23 saisons de présence, le Calcio Catane qui compte 13 saisons et l'ACR Messine qui compte 5 saisons. L'US Syracuse, le Licata Calcio 1931 et l'AS Acireale ont participé également à des saisons en deuxième division.

## US Palerme - Calcio Catane
Les confrontations entre l'US Palerme et le Calcio Catane sont régies par une rivalité de notoriété et de prestige, le vainqueur se sentant investi d'un règne footballistique sur l'île. Les deux équipes ne s'étant essentiellement affrontées qu'en deuxième et troisième division, il n'existe pas de réelle rivalité sportive découlant de multiples finales ou luttes pour un titre. Cependant, lorsque les deux clubs se retrouvent en première division, la caisse de résonance qu'offre le plus haut échelon hiérarchique démultiplie la rivalité de prestige.
Le message d'accueil inscrit sur les murs du centre d'entrainement de l'US Palerme en est un exemple : « Une victoire dans le derby est aussi importante qu'un scudetto (titre de champion d'Italie) ».

### Histoire du derby
En avril 2012, le nul de Catane à Palerme hypothèque les chances du CC de participer à la coupe d'Europe.

## Derby dell'Elefante
Le Derby dell'Elefante (français : Derby de l'éléphant) est le surnom donnée spécifiquement aux confrontations entre clubs de la ville de Catane dont le monument symbolique est la Fontaine de l'éléphant. La confrontation phare oppose le Calcio Catane à l'USD Atletico Catane durant douze matchs entre 1995 et 2001 dans le cadre de compétitions de troisième division (Série C1 et Coupe d'Italie série C).